# 4766 Malin
A 4766 Malin (ideiglenes jelöléssel 1987 FF1) a Naprendszer kisbolygóövében található aszteroida. Eleanor F. Helin fedezte fel 1987. március 28-án.